# 루카 모로
루카 모로(이탈리아어: Luca Moro, 2001년 1월 25일 ~ )는 이탈리아의 축구 선수이다. 그의 포지션은 공격수로, 현재 세리에 B의 스페치아에서 활약하고 있다.

## 클럽 경력
2019년 4월 6일, 그는 카르피와의 세리에 B 경기에서 82분에 니코 풀체티와 교체 투입되어 파도바 소속으로 데뷔전을 치렀다.
2019년 9월 2일, 그는 제노아로 임대되어 U-19 팀에 배정되었다.
2020년 9월 26일, 그는 SPAL로 임대되었고, 다시 한 번 U-19 팀에 배정되었다. 그는 곧 성인 팀으로 이동해 2020년 10월 24일, 비첸차와의 경기에서 SPAL 데뷔전을 치렀다.
2021년 8월 31일, 그는 세리에 C의 카타니아로 임대되었다.
2022년 1월 31일, 사수올로가 그의 권리를 사들였고, 사수올로는 2021-22 시즌 잔여 기간 동안 그를 다시 카타니아로 임대하였다. 카타니아가 재정 문제로 세리에 C 리그에서 제외됨에 따라, 그의 임대 계약은 2022년 4월 9일에 종료되었다.
2022년 7월 4일, 모로는 프로시노네로 2022-23 시즌 간 임대되었다.